# جعفر باوندی
جعفر باوندی یا ابوجعفر محمد یکی از اسپهبدان باوندی تبرستان بود. وی از یک زمان نامعلوم تا سال ۱۰۲۷ میلادی که از آل کاکویه شکست خورد و اسیر شد، حکومت کرد.